# تشارلز إل. كريست
تشارلز إل. كريست (بالإنجليزية: Charles L. Christ)‏ هو عالم معادن ‏ أمريكي، ولد في 12 مارس 1916 في بالتيمور في الولايات المتحدة، وتوفي في 29 يونيو 1980 في بالو ألتو في الولايات المتحدة.